# Ecomuseo della Val di Peio
L'Ecomuseo della Val di Peio si trova in provincia di Trento e si estende su tutto il territorio della Val di Peio, che si trova al confine con la Lombardia e l'Alto Adige, all'interno del Gruppo dell'Ortles-Cevedale.
L'ambiente prettamente montano, tutto sopra i 1000 metri di altitudine, raggiunge quote ben oltre i tremila metri con le cime delle montagne. 
L'estensione è abbastanza rilevante, essendo il Comune di Peio uno dei più grandi del Trentino, con ben 160,50 km² di territorio.
Il comune è composto da cinque piccole frazioni: Cogolo, Peio Paese, Celledizzo, Comasine, Celentino. A queste si aggiungono inoltre le località di Peio Fonti e Strombiano.

## Storia
L'Ecomuseo è stato riconosciuto dalla Provincia autonoma di Trento nel 2002, in seguito ad un percorso di riappropriazione delle proprie radici partito spontaneamente dagli abitanti. La prima fase del processo ha visto la costituzione di un'associazione di volontariato chiamata L.I.N.U.M., acronimo di Lavorare Insieme per Narrare gli Usi della Montagna, che si è fortemente impegnata sul fronte della ricerca etnografica e della sensibilizzazione degli abitanti. Passi fondamentali, realizzati anche con il supporto della locale Biblioteca Comunale,  sono stati la produzione di film tematici, la riscoperta della filatura del lino e la valorizzazione di Casa Grazioli.

## Temi
L'Ecomuseo non ha un tema unico, intende invece raccontare l'intero territorio e tutte le varietà storico-culturali che lo compongono. Vista l'enorme potenzialità da affrontare, l'attività è stata suddivisa in ambiti principali: l'anima, il sacro, l'acqua, i minerali, il legno, il pane, il formaggio, il lino, la lana, la Grande Guerra.

## Percorsi
L'Ecomuseo propone diversi percorsi tematici:
- Sentiero Etnografico Linum
- L'Antico Bosco di larice
- Camminata fra i masi
- L'Alta Via degli Alpeggi
- Percorso della Grande Guerra
- Giro della Valletta